# Peter Handke
Peter Handke (Griffen, 6 de diciembre de 1942) es un escritor austriaco, ganador del Premio Nobel de Literatura (2019).
Autor de teatro, novela, poesía y ensayo, también es guionista y director de cine.

## Trayectoria
Peter Handke ha estado marcado por la experiencia materna, y de hecho al suicidarse su madre en 1971, escribió su impresionante Desgracia impeorable. Su madre había ido a Berlín a casa de sus suegros, durante la Segunda Guerra Mundial. En 1948, con su marido y sus dos hijos abandonó el sector oriental (comunista) sin papeles y se instaló en su casa natal en Austria. Sus dos hermanos habían muerto en el curso de la guerra. Ella los adoraba y transmitió a Handke su admiración: los tres eran de origen esloveno -y Carintia es una región fronteriza—, así que Handke aprendió el esloveno, al principio obligatoriamente en la posguerra, luego con gusto y por decisión propia. Más tarde, fue allí muy a menudo (escribió sobre ese territorio de infancia en La repetición y en muchas obras hasta La noche del Morava) e incluso tradujo a algún escritor esloveno.
Realizó la educación secundaria en un internado, experiencia que le marcó duramente. Estudió Derecho en Graz, pero en 1965 decidió dedicarse exclusivamente a la literatura, en su lengua paterna. Ya era un gran lector: desde Dickens o Balzac hasta escritores de todas las lenguas; pero él se dirá sobre todo discípulo de Goethe, Adalbert Stifter, Franz Kafka o Ludwig Hohl.
Desde muy joven, fue conocido por su teatro de vanguardia, especialmente por tres obras de los sesenta: Gaspar, el polémico Insultos al público y la pieza maestra El pupilo quiere ser tutor. En ellas se apreciaba una tendencia hacia el experimentalismo y una gran preocupación por el lenguaje, sus deformaciones, sus imposiciones.
En 1966, escribió su primera novela, Los avispones. En 1970, se instaló en París, en la periferia; su literatura se hizo más temperada y acaso más lúcida. En Carta breve para un largo adiós narra la separación de su mujer, la actriz Libgart Schwarz. Su diario de 1975-1977 pone de manifiesto el aumento de la introspección: El peso del mundo, y asimismo sus anotaciones de Historia de un lápiz. Logró dos importantes premios, el Georg Büchner, 1973, y el Franz Kafka, 1975.
Hizo un viaje que fue decisivo en su mirada al norte de los Estados Unidos (para él América es clave para todos), que se tradujo en su relato Lento regreso, de 1979. Desde entonces inició una experiencia narrativa muy personal, extraña y arriesgada, que continuó en los años sucesivos con La doctrina del Sainte-Victoire, Por los pueblos, Historia de niños. En los noventa escribió una serie de obras muy breves y meditativas: Ensayo sobre el juke-box, La ausencia, Ensayo sobre el día logrado.
Ya de joven escribió ensayos polémicos, Soy un habitante de la torre de marfil, 1972, o Cuando desear todavía era útil, 1974, con críticas a la arquitectura fría y lejana de La Défense, en París.
Regresó a Austria, estuvo unos años en Salzburgo, denunciando con valentía el aumento de la extrema derecha; decidió irse de allí cuando la prensa difundió que Kurt Waldheim, su presidente, había sido oficial nazi, pero no se logró que dimitiera. Por esos años había escrito sobre el auge temprano de aquel extremismo en su país (El chino del dolor), que pronto logró el poder en Viena, ante la inquietud europea. Volvió a Francia, donde vive actualmente, pero no sin realizar a menudo viajes por todo el mundo, muchas veces a pie; en particular, ha recorrido buena parte de España, como se pone de manifiesto en sus extensas novelas del último período.

### La tragedia yugoslava y una polémica manipulada
Durante las guerras balcánicas de la década de 1990 Handke se opuso a los ataques de la OTAN, incluyendo los realizados por alemanes, contra Belgrado en 1999; de seguro tenía en cuenta los bombardeos nazis a esa capital y la impunidad de muchos croatas, que colaboraron en la eliminación de los judíos en toda la zona. 
Ello le valió ser considerado como partidario de la causa serbia, extremo que él ha negado radicalmente: sería la suya una negativa a la criminalización de un pueblo y habría que castigar, afirmaba, a todos o a ninguno por esos hechos. La presencia de Yugoslavia le había parecido siempre una "Europa posible" como amalgama cultural y, sin embargo, se había hecho pedazos.
Por ese mismo motivo, hubo una campaña en 2006 contra él cuando le fue concedido el Premio Heine; el alcalde de Düsseldorf, donde fue premiado por un jurado, denunció esa 'caza de brujas' y Handke renunció al fin, no sin resaltar que podría visitar la tumba de Heine en París, cerca de donde vive, con plena tranquilidad. Fue defendido por novelistas, cineastas y directores teatrales, como Elfriede Jelinek, Wim Wenders, Emir Kusturica, Patrick Modiano, Paul Nizon, Bulle Ogier y Luc Bondy y críticos como Peter Hamm.
Un viaje de invierno a los ríos Danubio, Save, Morava y Drina (Justicia para Serbia), de 1996, se refiere a esos hechos tan manipulados y recientemente en Die Kuckucke von Velika Hoca, 2009, vida de un serbio de Kosovo, e Immer noch Sturm, pieza teatral sobre la lucha de Eslovenia contra Hitler en 1945. Pero al fin logró en 2014 el Premio Ibsen. En 2017, recibió el premio Prosefest, habiendo sido ya nombrado con anterioridad ciudadano de honor de Belgrado.
Su extenso libro La noche del Morava, de 2008, es el relato inclasificable de todo un viaje circular, entre real e imaginario, por los Balcanes, España, sur de Alemania, Austria y de nuevo los Balcanes, donde resume todas sus obsesiones. El crítico Ignacio Echevarría escribió en 2012 sobre esa desinformación sobre el autor y sus denuncias: "La causa de Handke no es la de Serbia. Ni siquiera es la del pueblo serbio, con el que se solidariza. Es la de quien –como Karl Kraus hace ya tiempo, como Rafael Sánchez Ferlosio ahora mismo– reconoce en la guerra 'el veneno de las palabras' e impugna la perversa alianza del periodismo y de las bombas, consumada en nombre de la Humanidad".
Un resumen de su posición matizada, que evita los 'juicios periodísticos', se recoge en Contra el sueño profundo, 2017.
Así, la concesión del Premio Nobel ha sido criticada por algunos autores, como Joyce Carol Oates, Salman Rushdie y Slavoj Zizek. Pero una crítica literaria de muy amplia visión, Cecilia Dreymuller, recuerda al tiempo que Handke cuestionó "la cobertura informativa de los medios de comunicación internacionales a los que acusa de instigación al conflicto bélico", y criticó "el maniqueísmo de los medios y los políticos", así como la "cadena de intereses internacionales" contra Serbia, si bien añadía que una nueva generación está reivindicando su obra desde una óptica "menos ideológica".

### Controversia ante el Premio Nobel
En diciembre de 2019, siete países, Bosnia y Herzegovina, Croacia, Macedonia del Norte, Turquía, Afganistán y en particular los gobiernos de Kosovo y Albania, ordenaron oficialmente boicotear la ceremonia de entrega del premio Nobel a Handke. El Ministro de Asuntos Exteriores de Kosovo, Behgjet Pacolli, dio instrucciones al embajador en Suecia de "boicotear la ceremonia” y agregó que "un escritor que apoyó a Milosevic y su genocidio en Bosnia y Kosovo no merece el Premio Nobel". Asimismo en solidaridad "el embajador de Albania en Suecia no asistirá a la ceremonia del Nobel de este martes", dijo el Ministerio de Relaciones Exteriores. Albania boicoteó la ceremonia debido al apoyo de Handke al “Carnicero de los Balcanes”, quien dirigió un genocidio durante el colapso de la antigua Yugoslavia, en solidaridad con los albaneses de Kosovo. "Entregar un Premio Nobel de literatura a una personalidad racista no significa otra cosa que recompensar las violaciones a los derechos humanos", expresó el presidente turco Recep Tayyip Erdoğan. Además en Sarajevo, una asociación de víctimas de la guerra erigió un gran cartel electrónico en el que se retrataba a Handke como un villano de pie junto a calaveras. "Como ciudadano de Sarajevo estoy horrorizado con esto. Él niega el genocidio, afirma que el genocidio no ocurrió en Bosnia. Nunca olvidaremos esto", dijo un residente de Sarajevo. Peter Maas dijo a The Associated Press en Estocolmo que "las ideas de Peter Handke son ideas extremistas, sostenidas por una minoría de gente descartada... La Academia Sueca, la Fundación Premio Nobel y hoy la familia real sueca, son los que están poniendo su peso detrás de esas ideas extremistas".

## Obra
Como director de cine, Handke ha dirigido La mujer zurda y La ausencia. También ha colaborado como guionista con su amigo Wim Wenders, así en Die Angst des Tormanns beim Elfmeter, en Falso movimiento o  en Cielo sobre Berlín.
Ha realizado importantes traducciones: Adonis, Esquilo, Dimitri T. Analis, Bruno Bayen, Emmanuel Bove, René Char, Jean Genet, Georges-Arthur Goldschmidt (su traductor al francés), Julien Green, Gustav Januš, Florjan Lipuš, Patrick Modiano, Walker Percy, Francis Ponge, William Shakespeare, Sófocles.
Es un autor bien conocido en español por su obra literaria, pero no se han traducido importantes recopilaciones de artículos: Mündliches und Schriftliches apuntes de 2002, o Gestern unterwegs, de 2007, aunque esto ha sido subsanado en parte con la publicación de Lento en la sombra, 2012.
El 25 de mayo de 2017 le fue concedido el título de Doctor Honoris Causa por la Universidad de Alcalá.
Se le concedió el Premio Nobel de Literatura en 2019, “por su trabajo influyente que, con genio lingüístico, ha explorado la periferia y la especificidad de la experiencia humana”.

### Novela y relatos
- Los avispones (1966: Die Hornissen), trad. Anna Montané Forasté (Madrid: Nórdica, 2010)
- El vendedor ambulante (1967), trad. Anna Montané Forasté (Buenos Aires: El Cuenco de Plata, 2014).
- Bienvenida al Consejo de Administración (1967), trad. Feliu Formosa (Barcelona: Laia, 1983), relatos
- El miedo del portero ante el penalti (1970), trad. Pilar Fernández Galiano (Madrid: Alfaguara, 1979)
- Carta breve para un largo adiós (1972), trad. Miguel Sáenz (Madrid: Alianza, 1984)
- Desgracia indeseada (1972), trad. Víctor Oller (Barcelona: Barral, 1975)
- El momento de la sensación verdadera (1975), trad. Genoveva Dieterich (Madrid: Alfaguara, 1981)
- La mujer zurda (1976), trad. Eustaquio Barjau (Madrid: Alianza, 1981)
- Lento regreso (1979), trad. Eustaquio Barjau (Madrid: Alianza, 1985)
- La doctrina del Sainte-Victoire (1980), trad. Eustaquio Barjau (Madrid: Alianza, 1985)
- Historia de niños (1981: Kindergeschichte), trad. Jorge Deike (Madrid: Alianza, 1986)
- El chino del dolor (1983), trad. Margarita Medina (Madrid: Alfaguara, 1988)
- La repetición (1986), trad. Eustaquio Barjau (Madrid: Alianza, 1991)
- La ausencia (1987), trad. Eustaquio Barjau (Madrid: Alianza, 1993)
- La tarde de un escritor (1987), trad. Isabel García Wetzler (Madrid: Alfaguara, 1990)
- El año que pasé en la bahía de nadie (1994), trad. Eustaquio Barjau (Madrid: Alianza, 1999)
- En una noche oscura salí de mi casa sosegada (1997: In  einer dunklen Nacht ging ich aus meinem stillen Haus), trad. Eustaquio Barjau (Madrid: Alianza, 2000)
- Lucie en el bosque con estas cosas de ahí (1999), trad. Eustaquio Barjau (Madrid: Alianza, 2001)
- La pérdida de la imagen o Por la Sierra de Gredos (2002: Der Bildverlust oder Durch die  Sierra de Gredos), trad. Eustaquio Barjau (Madrid: Alianza, 2003)
- Don Juan contado por él mismo (2004), trad. Eustaquio Barjau (Madrid: Alianza, 2006)
- Kali. Eine Vorwintergeschichte (2007)
- La noche del Morava (2008), trad. Eustaquio Barjau (Madrid: Alianza, 2013)
- La gran caída (2011), trad. Carmen Gauger (Madrid: Alianza, 2014)
- La ladrona de fruta  o Viaje de ida al interior del país (2017), trad. Anna Montané Forasté (Madrid: Alianza, 2019)
- Siempre Tormenta , Trad. Antonio Bueno Tubía. (Ed. Casus Belli. Madrid, 2019)
- La segunda espada. Una historia de mayo. Trad. Anna Montané Forasté (Madrid: Alianza, 2022)
- Mi día en el otro país. Una historia de demonios. Trad. Anna Montané Forasté (Madrid: Alianza, 2024)

### Teatro
- «Insultos al público» (1966), trad. José Luis Gómez y Emilio Hernández, en Gaspar (Madrid: Alianza, 1982)
- Gaspar (1967), trad. José Luis Gómez y Emilio Hernández (Madrid: Alianza, 1982)
- «El pupilo quiere ser tutor» (1969), trad. José Luis Gómez y Emilio Hernández, en Gaspar (Madrid: Alianza, 1982)
- Wind und Meer. Vier Hörspiele (1970)
- Der Ritt über den Bodensee (1971)
- Die Unvernünftigen sterben aus (1973)
- El juego de las preguntas (1989), trad. Eustaquio Barjau y Susana Yunquera (Madrid: Alfaguara, 1993)
- Die Stunde, da wir nichts voneinander wußten (1992)
- Preparativos para la inmortalidad (1997), trad. Marta Fernández Bueno (Fuenterrabía: Hiru, 2005)
- El viaje en la canoa (1999), trad. Mikel Arizaleta (Fuenterrabía: Hiru, 2005)
- Untertagblues. Ein Stationendrama (2002)
- Spuren der Verirrten (2006)
- Immer noch Sturm (2010)
- Los hermosos días de Aranjuez (2012), trad. Miguel Sáenz (Madrid: Casus-Belli, 2013)
- Die Unschuldigen, ich und die Unbekannte am Rand der Landstraße (2015)

### Ensayo y anotaciones
- Cuando desear todavía era útil (1974), trad. Victor Oller (Barcelona: Tusquets, 1978)
- El peso del mundo. Un diario 1975-1977 (1977), trad. Víctor Canicio Chimeno y Carmen Baranda (Barcelona: Laia, 1981)
- Historia del lápiz (1982), trad. José Antonio Alemany (Barcelona: Península, 1991)
- Fantasías de la repetición (1984), trad. Eustaquio Barjau y Yolanda García (Zaragoza: Prames, 2000)
- Ensayo sobre el cansancio (1989), trad. Eustaquio Barjau (Madrid: Alianza, 1990)
- Una vez más para Tucídides (1990), trad. Cecilia Dreymüller (Barcelona: Tres Molins, 2018)
- Ensayo sobre el jukebox (1990), trad. Eustaquio Barjau (Madrid: Alianza, 1992)
- Abschied des Träumers vom Neunten Land (1991)
- Ensayo sobre el día logrado (1991), trad. Eustaquio Barjau (Madrid: Alianza, 1994)
- Lento en la sombra (1992), trad. Ariel Magnus (Buenos Aires: Eterna Cadencia, 2012)
- Die Kunst des Fragens (1994)
- Un viaje de invierno a los ríos Danubio, Save, Morava y Drina (Justicia para Serbia) (1996), trad. Eustaquio Barjau y Susana Yunquera (Madrid: Alianza, 1996)
- Apéndice de verano a un viaje de invierno (1996), trad. Eustaquio Barjau y Susana Yunquera (Madrid: Alianza, 1997)
- Am Felsfenster morgens. Und andere Ortszeiten 1982-1987 (1998)
- Ein Wortland. Eine Reise durch Kärnten, Slowenien, Friaul, Istrien und Dalmatien, with Liesl Ponger (1998)
- Preguntando entre lágrimas (2000), trad. Cecilia Dreymüller (Madrid: Alento, 2011)
- Mündliches und Schriftliches. Zu Büchern, Bildern und Filmen 1992-2000 (2002)
- «Las Tablas de Daimiel» (2005), trad. Cecilia Dreymüller, en Preguntando entre lágrimas (Madrid: Alento, 2011)
- Ayer, de camino (2005), trad. Eustaquio Barjau (Madrid: Alianza, 2011)
- Die Kuckucke von Velica Hoca (2009)
- Ensayo sobre el lugar silencioso (2012), trad. Eustaquio Barjau (Madrid: Alianza, 2015)
- Ensayo sobre el loco de las setas. Una historia en sí misma (or. Versuch über den Pilznarren. Eine Geschichte für sich, 2013), trad. Isabel García Adánez (Madrid: Alianza, 2019)
- Tage und Werke. Begleitschreiben (2015)
- Notizbuch 31 August 1978–18 Oktober 1978 (2015)
- Vor der Baumschattenwand nachts. Zeichen und Anflüge von der Peripherie 2007–2015 (2016)
- El final del callejeo, Nórdica 2020 (or: Das Ende des Flanierens, Suhrkamp, 1980, sobre Franz Kafka, Ludwig Hohl, Hermann Lenz, Alfred Kolleritsch y Patricia Highsmith).
- Hasta que el día os separe o una cuestión de luz, trad. Fruela Fernández (Ed. Casus Belli. Madrid, 2019)
- Cuando desear todavía era útil seguido de Canción de ser niño, trad. Adan Kovacsics (Barcelona: Temporal, 2024)

### Poesía
- Deutsche Gedichte (1969)
- Ich bin ein Bewohner des Elfenbeinturms (1972)
- Contra el sueño profundo (1977), trad. Cecilia Dreymüller (Madrid: Nórdica, 2017)
- Por los pueblos (1981), trad. Eustaquio Barjau (Madrid: Alianza, 1986)
- Gedichte (1987)

Existe una versión castellana de su poesía completa, traducida por Sandra Santana: Vivir sin poesía (Madrid: Bartleby, 2009).

### Guion
- Chronik der laufenden Ereignisse (1971)
- Der Himmel über Berlin (1987)
- Die Geschichte des Dragoljub Milanović (2011)